# Warhammer 40,000: Dawn of War III
Warhammer 40,000: Dawn of War III — відеогра жанру стратегії в реальному часі (з елементами MOBA), розроблена студіями Relic Entertainment і Sega спільно з Games Workshop: творців франшизи Warhammer 40,000. Є третьою частиною серії «Світанок війни» (англ. Dawn of War). Випущена для Microsoft Windows 27 квітня 2017 року. Через непопулярність підтримку Dawn of War III було припинено вже менше, ніж через рік після виходу, про що розробники повідомили 8 січня 2018 року.

## Ігровий процес

Війська двох армій біля бази (повтор мультиплеєру)

### Основи
Гравець керує будівництвом військової бази і військами для знищення ворога. В Dawn of War III повернено повноцінну розбудову баз, які складаються з багатьох спеціалізованих споруд, як в Dawn of War. На початку гравець володіє штабом, де замовляє будівельників і базових воїнів. Будівельники в свою чергу, витрачаючи ресурси, створюють казарми, заводи, зброярні та оборонні позиції. На відміну від першої гри серії, тут не існує «дерева технологій»: всі типи споруд доступні одразу, а замовлення військ обмежене тільки наявністю відповідної будівлі та лімітом населення.
Існує три типи ресурсів: реквізиція, енергія та очки еліти. Ресурси добуваються зі спеціальних точок, які для використання необхідно захопити військами. Кожна точка має кілька вузлів добудов, на яких можна звести додаткові добувачі ресурсів і спостережні пости, що розширюють радіус огляду і атакують ворогів. В кампанії ресурси додатково отримуються з ящиків провіанту. На них, як і на кількість військ, виражену в очках, існують обмеження.
Інтерфейс у боях поєднує риси Dawn of War і Dawn of War II. Включає панелі керування юнітами з інформаційною панеллю (внизу), міні-карту (внизу праворуч), панель еліти й спеціальних можливостей фракції (ліворуч) та доктрин (праворуч). У багатокористувацькій грі вгорі додається таймер і шкали прогресу протиборчих сторін.

### Війська і бої
Війська поділяються на рядові та елітарні. Набір рядових фіксований для кожної фракції, але багатьом з них можна надати спеціалізації, видавши за певну кількість ресурсів спеціальну зброю. Різні види бійців наділені різною ефективністю проти інших, наприклад, озброєні протитанковими гарматами ефективні проти техніки, але марні проти піхоти. Еліта ж в кампанії дається за сюжетом, а в багатокористувацькій грі за вибором гравця. Поділяється за функціями на нукерів (знищують групи дрібних ворогів), «танків» (приймають на себе атаки, прикриваючи навколишні війська), контролерів натовпу (тимчасово виводять з ладу групи ворогів), асасинів (зосереджуються на атаці на одного юніта) і підтримку (лікують та посилюють союзників). Всі війська мають унікальні здібності, завдяки яким вибудовується тактика.
У Dawn of War III діє особлива система укриттів: коли загін стає за ними, то мусить певний час утримати позицію і тільки після того отримує захист. На спеціальних територіях, прикритих рослинністю чи руїнами, загони стають непомітними для ворога. Місцями трапляються аптечки, що відновлюють частину здоров'я загону або окремого воїна, що візьме їх.
Кожна із фракцій також володіє унікальними можливостями, які застосовуються на полі бою незалежно від військ. При цьому кожна з них задіюється спеціальним пристроєм або юнітом, які необхідно зберігати цілими.

### Багатокористувацька гра
У звичайній багатокористувацькій грі парна кількість протиборчих команд протистоять одна одній, поділяючись 1 на 1, 2 на 2, чи 3 на 3. Кожна з них володіє Силовим ядром, прикритим двома лініями оборонних споруд. Команди повинні знищити оборону ворожого ядра і його саме, захищаючи власне. Впродовж гри накопичуються очки еліти, за які замовляються підкріплення з особливо ефективних бойових одиниць. Перед стартом гравець повинен обрати які види еліти будуть доступні та доктрини — загальні зміни ігрового процесу. Доктрина дає певну перевагу, наприклад, дозволяє еліті повертатися у бій після смерті. На ранніх етапах сутичок втрата військ частково відшкодовується, але з часом все менше, а споруди міцнішають, що спонукає до активніших дій. За успіхи в багатокористувацьких сутичках і кампанії гравець винагороджується очками досвіду і «черепами». Перші підвищують характеристики еліти, а за другі можливо придбати нові види еліти, доктрини, і скіни військ.
З червневим оновленням 2017 року було додано режим «Винищення», ближчий до класичної багатокористувацької гри. В ньому гравці збирають ресурси, розбудовують бази і воюють без силових ядер. Умовою перемоги є знищити всі головні споруди противника, зберігши власні. Режим має модифікацію — всі бази отримують оборону зі стаціонарних турелей, що дозволяє захиститися до відкриття високорівневих військ і вдосконалень.
Подібно до попередніх ігор серії «Світанок війни», як данина настільній Warhammer 40,000, гравець має змогу створювати колірні схеми своїх армії та потім використовувати їх у сутичках проти іншого гравця або комп'ютера.

### Фракції
- Космічні десантники — елітні воїни Імперіуму людства, вдосконалені генною інженерією та імплантами, поділені на подібні до середньовічних лицарських ордени. Космічні десантники мають повільні, але витривалі і сильні війська, які покладаються на концентровані атаки спеціалізованих загонів. Ця фракція здатна десантувати обмежені підкріплення з космічних кораблів на орбіті в будь-яку точку. Десантники можуть встановлювати на полі бою стяги, біля яких збільшують силу атаки, швидкість руху, і лікуються. Особлива можливість — Орбітальне бомбардування — викликає за сигналом спеціального маяка руйнівний промінь, що додатково знерухомлює ворогів, поступово збільшує свою силу і може переміщуватися.
- Елдари — прадавня вимираюча цивілізація, що в минулому правила галактикою і володіє найрозвинутішими технологіями з-поміж усіх фракцій у грі. Елдари покладаються на швидкість і спритність, але порівняно вразливі. Вони володіють силовими щитами, які прикривають війська, та телепортацією між базовими спорудами. Завдяки заздалегідь встановленим спеціальним брамам елдари здатні швидко перекидати великі армії в тил ворога і так само відступати. Особлива можливість — Надприродна буря — перетворює обраного юніта на джерело блискавок, які вражають ворогів і сповільнюють їх.
- Орки — зеленошкірі варвари, що володіють вродженим знанням технологій. Орки покладаються на чисельну перевагу і згуртовуючись, отримують посилення військ. Додатково, загони можуть зібрати з уламків техніки брухт, завдяки якому отримати випадковий бонус. Будівельники здані зробити з брухту військову техніку прямо на полі бою. Спеціальні вежі, зведені на полі бою, посилюють війська навколо, збільшують радіус огляду і постійно забезпечують брухтом. Багато юнітів можуть підривати себе, гинучи, але також вражаючи ворогів навколо. Особлива можливість — Камені — притягує з космосу астероїд, що падає на ворогів, вбиваючи і сповільнюючи їх. При цьому тяговий промінь слідує за будь-яким юнітом, що потрапив у нього[7].

## Сюжет
Події подаються як оповідь ясновидячої елдарів Махи. Всього в сюжетній кампанії 17 місій, що складають єдину історію.
Космічні десантники ордену «Криваві ворони» отримують сигнал лиха з планети Сайпрус Ультима від лицарського дому Солярія. Попри наказ інквізитора Голта, магістр ордена Габріель Ангелос вирушає на допомогу і бачить навалу орків під проводом вожня Горгуца. Відбивши напад, він отримує повідомлення від інквізитора, котрий говорить, що «Криваві ворони» терміново потрібні в іншому місці.
Тим часом Горгуц збирає нові війська з метою пограбувати Сайпрус. Йому вдається зломити сили планетарної оборони, проте Горгуц зауважує присутність на планеті елдарів. Ясновидача Маха, відчуваючи здійснення давнього пророцтва аутарха Кайра, розшукує інших елдарів і здійснює атаку на орків, щоб роз'єднати їхні сили.
Поки тривають бої на Сайпрусі, інквізитор відряджає Габріеля до космічної фортеці Геліос, на яку напали елдари. Магістр «Кривавих воронів» вважає це не такою великою справою, однак коли дізнається, що його бібліарій Йона Оріон опинився в облозі, вирушає його визволяти. Від бібліарія Ангелос дізнається про план інквізитора встановити в космосі блокаду навколо планети Ахерон, де сховано потужну зброю елдарів «Спис Кхейна». Ця планета виринає з Варпу раз на 5000 років і саме наближається час її появи. Уламки Геліоса падають на Сайпрус, так Горгуц дізнається про битву в космосі та бажає скористатися цим. Орки збирають впалий брухт, відбивають напад інших орчих банд, і будують корабель для польоту на Ахерон, де шукають славетної війни.
Орки натикаються на мережу фортець на орбіті Ахерона. Захопивши зонд, Горгуц дізнається про гармати, які знищує, чим дає змогу кораблю неушкодженим досягнути конструкцій, що оточують планету. Однак слідом прибуває Габріель Ангелос, застаючи вторгнення як орків, так і елдарів. Маха об'єднується зі шпигуном Ронаном, який переконаний, що його начальник Кайр надто дослівно розуміє пророцтво і це приведе елдарів до поразки. Але спершу вони розбивають оплот орків, хоча Горгуц і більшість армії виживають. Горгуц нападає з тилу, знищує їхні позиції й опиняється біля проходу на поверхню Ахерона.
Маха досліджує штучну оболонку Ахерона в пошуках іншого шляху, поки «Криваві ворони» ідуть по слідах орків. Габріель розчищає шлях до проходу на поверхню і наказує вразити орбітальним бомбардуванням вівтар зі «Списом Кхейна». Атака знищує армії орків з елдарами внизу, проте також пробиває дорогу до артефакта, як і запланував Кайр. Маха зустірчається з ним і бачить похованого в льодах Ахерона величезного демона. Кайр пояснює, що лише «Списом Кхейна» його і можливо знищити. Маха відкидає пропозицію співпраці задля добуття зброї, кажучи, що подальша війна тільки пробудить демона. Ясновидяча береться зупинити Кайра, прикликавши стародавні машини свого народу. За елдарами туди ж дістається Габріель в намаганні добути спис для Голта. Космодесантники розбивають елдарів, наближаючись до храму «Списа Кхейна». Горгуц же накопичує сили для ривка до храму та входить всередину, де сходиться у двобої з Кайром. Елдар вражає орка списом, але зброя несподівано розламується, вражаючи самого Кайра. Це виявляється пасткою — пролита на вівтар кров пробуджує демона і його слуг.
Елдари, Космодесант і орки зазнають нападу менших демонів, які наступають незліченною ордою. Ангелос наказує спрямувати космічний корабель в тектонічно нестабільне місце пробудження демона, що спричиняє руйнування Ахерона. Однак демон лишається цілим, а Маха телепортує Габріеля і Горгуца до храму. Там всі троє, без військ, постають перед демоном і в довгому бою з ним здобувають перемогу. Горгуц забирає «Спис Кхейна» як трофей і воїни розходяться. Після титрів у темряві виникає обличчя некрона, натякаючи на продовження.

## Оцінки й відгуки
Dawn of War III отримала доволі високі оцінки критиків, але нижчі, ніж попередні частини серії. На агрегаторі Metacritic гра отримала 77 балів зі 100 (Dawn of War — 86 і Dawn of War II — 85).
Сайт PC Gamer оцінив гру в 78/100, відзначивши великий масштаб битв і їх динамічність, введення елітарних юнітів, але розкритикувавши їх надмірну значимість, слабкий сюжет і обмаль карт для багатокористувацької гри. «Dawn of War 3 має цілковите панування еліти і лише супутню кампанію, але набирає сили в масових битвах» — говорилося у висновку.
Видання Hardcore Gamer дало 4,5/5 з висновком: «Warhammer 40000:Dawn of War III успішно переймає найкращі елементи з двох попередніх ігор і змішує їх з механікою традиційної RTS, щоб створити гру з глибоким стратегічним геймплеєм. Кампанія, яка в підсумку слугує хорошим керівництвом, цікава і досить довга, щоб тримати гравця протягом декількох годин, навіть коли вона передбачувана. Акцент на елітних підрозділах відрізняє Dawn Of War III від своїх конкурентів, вводячи нове відчуття глибини і розвитку в гру. Мультиплеєр сильний як ніколи і гравці швидко вливаються до нього, оскільки прагнуть перемогти опонентів зі своїми улюбленими фракціями. Було б непогано мати більше умов перемоги за ті, що надані нам, але й одна затягує на загрозливо багато часу».
У Polygon гру було оцінено в 8/10: «Dawn of War 3 робить чудову спробу підштовхнути вперед жанр, який останніми рокам бореться за прогрес. Додавання еліт пропонує інтригуючі і складні виклики для тих, хто готовий витратитися на необхідну практику [з ними]. Очевидно, що Relic довго і наполегливо думали над тим, як стратегія в реальному часі може бути покращена найліпшим чином — навіть якщо справжньої еволюції у грі не видно».
Від IGN гра отримала 7,6/10 з вердиктом: «Warhammer 40K: Dawn of War 3 швидка і обтяжена складними боями зі строгим мікроменеджментом. Її однокористувацька кампанія довга і непроста, але виглядає бездушною, позаяк рідко творчо використовує унікальні можливості фракцій. В мультиплеєрі вона ще більш вимоглива і лякаюче хаотична, але з єдиним режимом і обмаллю карт, виглядає обмеженою. Заслуга Relic у тому, що вони не просто переробили ту саму гру в гарнішій графіці, але цей гібридний підхід не виглядає таким сильним, як пам'ятний тактичний фокус Dawn of War 2».

## Супутня продукція
Як і попередні ігри серії Dawn of War, Dawn of War III було новелізовано. Однойменний роман, написаний Роббі МакНівеном, було видано Games Workshop 18 квітня 2017 року.